# Château d'Aische
Le château d'Aische est un château situé en Wallonie dans le village belge d'Aische-en-Refail dans la commune d'Éghezée.

## Histoire
La seigneurie d'Aische date de 1211 et le château du XVe siècle. En 1648, Aloysio du Bois acheta Aische pour 5 400 florins au roi d’Espagne ou aux Domaines. Il était déjà propriétaire du fief de Refail comprenant la cour féodale de Walhain, ainsi qu'un l'hôtel particulier à Anvers et les châteaux Kijkuit (Wyneghem) et Zwarte Arend (Deurne). 
Elle passe ensuite à Simon de Neuf, à la suite de son mariage avec Philippote du Bois d'Aische, puis à son gendre, le comte Charles Ignace d'Oultremont de Wégimont (1753-1803). Charles Ignace d'Oultremont et Anne de Neuf d'Aische furent les parents d'Émile d'Oultremont et d'Olympe d'Oultremont, épouse du baron Ferdinand du Bois de Nevelle, qui en hérita.

## Le château
L'important logis en calcaire du XIIIe au XIVe siècle, auquel était accolé un donjon et aujourd'hui en ruine, a été abandonné au début du XIXe siècle. Il faisait face à la grande ferme en U en brique et pierre bleue accessible par le porche d'entrée monumental. 

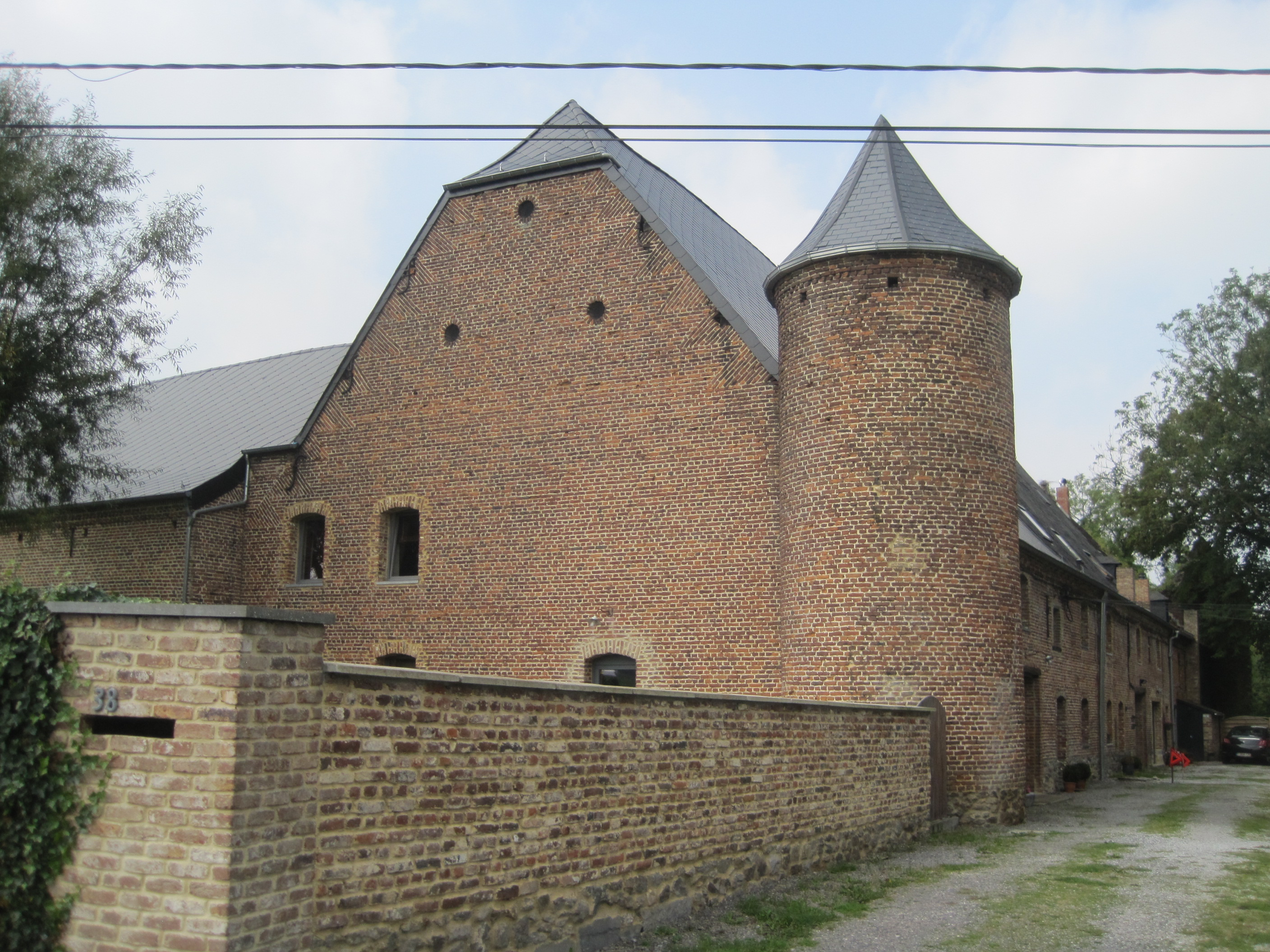
Pignon et tour d'angle de la ferme du château
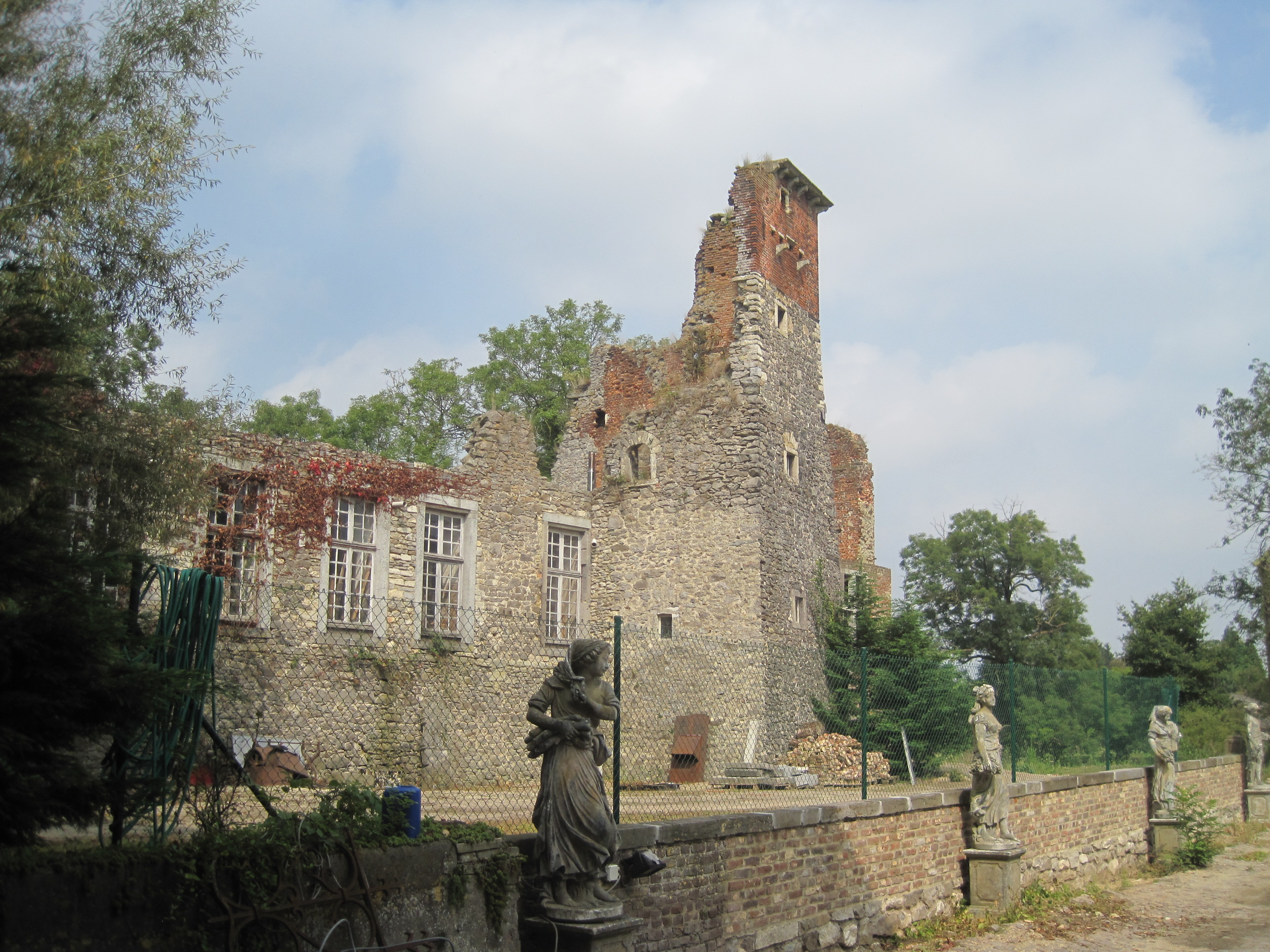
Ruines du château
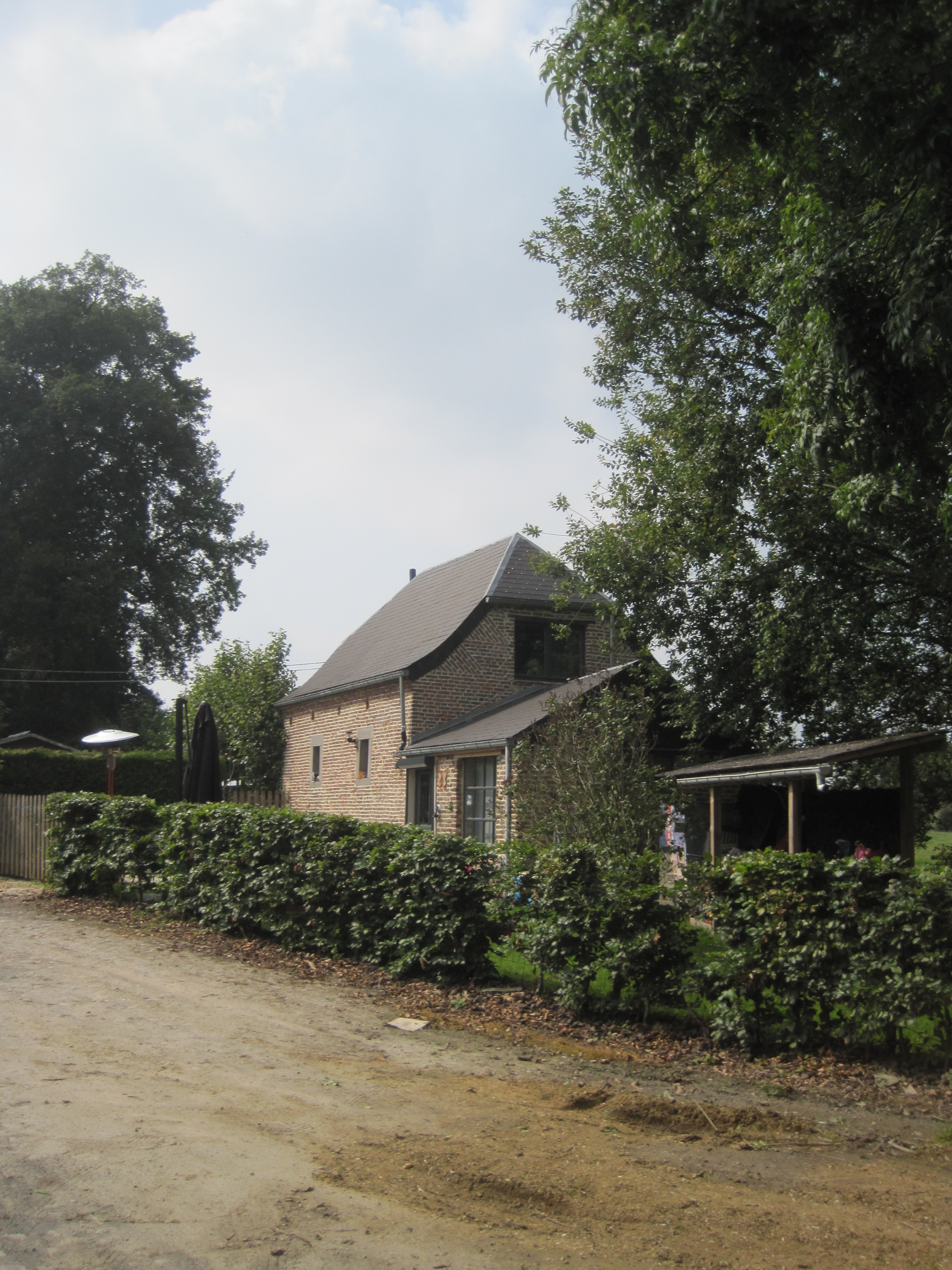
Ancien fournil à l'entrée